# Carlos Alberto Morales
Carlos Alberto Morales Vallejo (Ibagué; 26 de diciembre de 1976) es un periodista y narrador deportivo colombiano. Es actual periodista de deportes de Noticias Caracol y narrador del Gol Caracol de Caracol Televisión y Deportes Blu de Blu Radio.

## Biografía
En 1999, a la edad de casi 23 años, comenzó su carrera como periodista deportivo en la emisora Ecos del Combeima trabajando como director de servicio deportivo.
En 2003 se unió a Caracol Radio trabajando como presentador de la sección deportiva del programa Hoy por hoy y también fue el presentador de los programas El Carrusel Deportivo Y El Pulso Del Fútbol junto con Hernán Peláez y César Augusto Londoño.
En agosto de 2007 se une por primera vez a la televisión como presentador de la sección deportiva de Noticias Caracol en las emisiones de fines de semana y festivos. También es el actual relator del Gol Caracol después de la salida de William Vinasco Chamorro que se postuló como candidato a la Alcaldía de Bogotá en aquel entonces.
En septiembre de 2012 regresó a la radio trabajando como presentador y relator del programa Blog Deportivo de Blu Radio. En 2019 se convirtió en el principal relator de los partidos de la Selección Colombia junto con Javier Hernández Bonett luego de la renuncia de Javier Fernández Franco.